# Musikkalendern
Musikkalendern är ett musikprogram i Sveriges Television, med premiär i december 2020.

## Om serien
Då restriktioner under coronapandemin 2020 förhindrade det mesta av levande kultur- och musikverksamhet i Sverige såväl som i andra länder, med arbetskonsekvenser för kulturverksamma och för en potentiell publik, lanserade Sveriges Television i stället en speciell musikalisk adventskalender, Musikkalendern. Varje dag 1–24 december framträdde en svensk musikartist eller -konstellation och framförde sin egen valda sång och hälsning i tv och på SVT Play. Det producerades även två entimmesprogram med dessa artister 29 december och 30 december.  Serien producerades av Grumpy Productions (även känt under namnet Unlimited Television) och SVT och blandade väletablerade artister med mer nytillkomna.

## Avsnitt
- 1 December Darin
- 2 December Amason
- 3 December Sanna Nielsen
- 4 December Klara Keller
- 5 December Janice
- 6 December Peter Jöback
- 7 December Hurula
- 8 December Sarah Dawn Finer
- 9 December Guleed
- 10 December Silvana Imam & Marzena
- 11 December Arvingarna
- 12 December Zikai
- 13 December The Mamas
- 14 December Daniela Rathana
- 15 December Zacke med Yarlie
- 16 December Samuel Ljungblahd
- 17 December Petra Marklund
- 18 December Tomas Andersson Wij
- 19 December Tove Styrke
- 20 December Anna Bergendahl
- 21 December Sofia Jannok
- 22 December Måns Zelmerlöw
- 23 December My Marianne (Molly Sandén) & Jonathan Johansson (musiker)
- 24 December Sabina Ddumba